# Friedemann Rieger
Friedemann Rieger es un pianista alemán, que realiza una carrera internacional como solista, músico de cámara y pianista acompañante de cantantes. 
Ha ganado importantes premios en gran número de concursos internacionales, incluyendo el Premio Vittorio Gui de Florencia, el prestigioso Concurso Clara Haskil y el Concurso Colmar de música de cámara. 
Friedemann Rieger estudió en Stuttgart, Munich y Freiburg con Dora Metzger, Vladimir Horbowski, Andrzej Jasinski y Carl Seemann. Es Profesor de Piano y Música de cámara en la Musikhochschule de Stuttgart, y dirige una clase magistral de música de cámara en la Musikhochschule Zürich-Winterthur.